# Riu Cega
El Cega és un riu afluent del riu Duero pel seu marge esquerre.

## Descripció

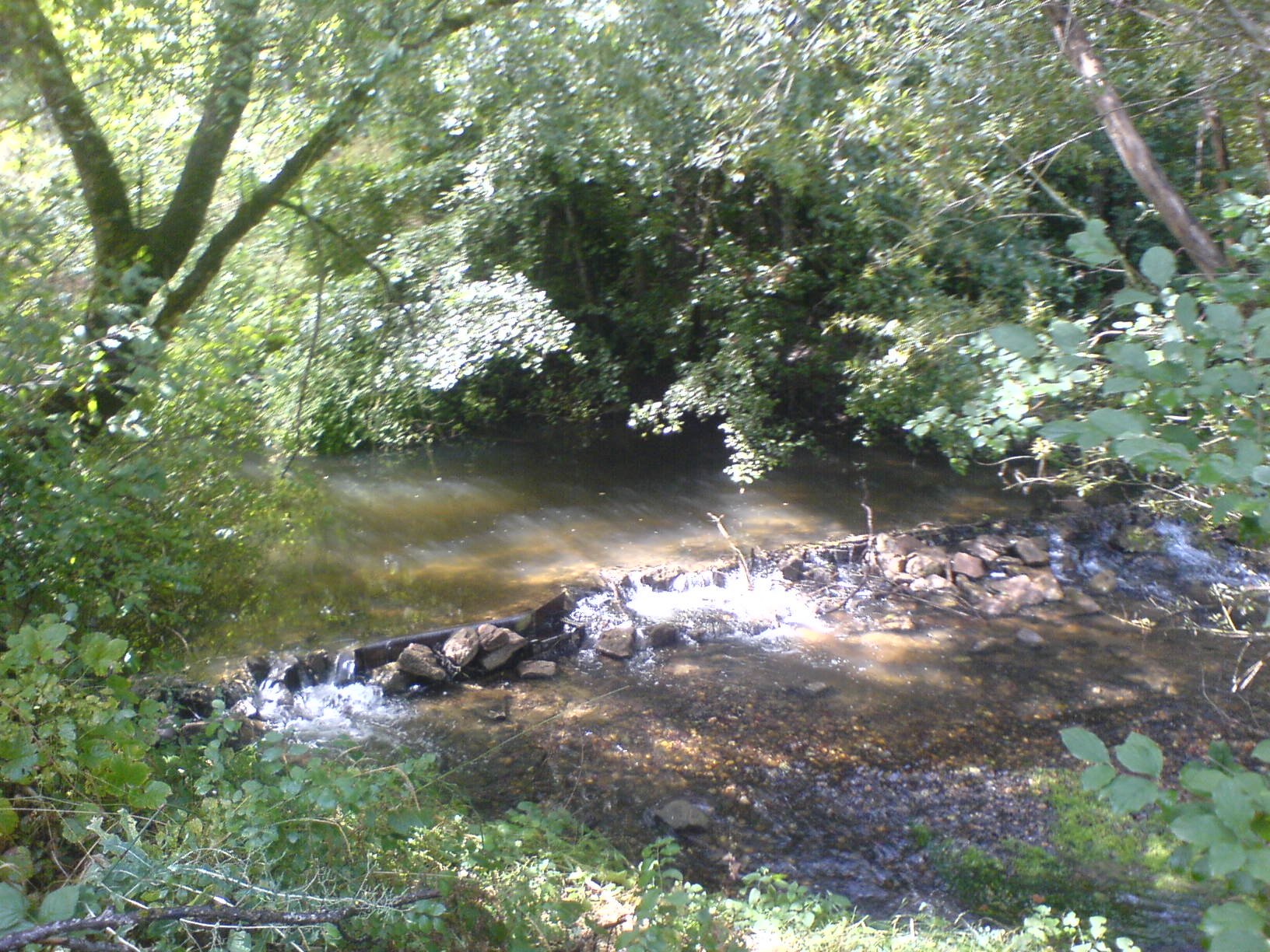
El Cega al seu pas pel terme de Cuéllar

El riu neix al vessant nord de la serra de Guadarrama, proper al port de Lozoya, a la divisòria d'aigües entre les conques del Duero i el Tajo. El seu origen es troba a la font coneguda com a fuente del Mojón, situat al terme municipal de Navafría de la província de Segòvia. Tot a la longitud dels seus 149,07 km de longitud, travessa les províncies de Segòvia i de Valladolid, per desembocar al marge esquerre del Duero, 1 km aigües amunt de Pont Duero (província de Valladolid). El seu principal afluent és el riu Pirón, encara que també compta amb altres com els rius Santa Águeda i Vadillo, i rierols com el Cerquilla, el de les Mulas, el de Santa Ana, el Malucas, el Marieles, el Pradillos o el Ternillo.
Al seu pas per la vila segoviana de Cuéllar, s'encaixa en barrancs amb una profunditat de 20 a 60 metres i una amplada màxima de 300 metres. Al terme municipal existeixen diversos ponts medievals, com el pont de Barrancales o el de l'Acenya. Disposa del rierol Cerquilla, afluent del riu, així com el rierol Pradillos, que surten les seves aigües a l'aiguamoll El Espadañal. A més, a través de la ribera del riu s'estén senda dels pescadors, una ruta natural que discorre per la Terra de Pinares caminant al costat del riu, estant coberta la seva ribera per una notable població de bedolls, una de les masses principals de l'espècie a la província.
Altres ponts a la zona són el pont de la Minguela, en terme de Vallelado, o el del molí Lladre, entre Lastras de Cuéllar i Zarzuela del Pinar.
S'endinsa a la província de Valladolid pel terme municipal de Cogeces de Íscar, on les seves aigües són molt aprofitades per al reg. Durant un petit tram la seva llera fa de límit amb el terme d'Íscar, i és aquí on desemboca el riu Pirón a la seva riba esquerra.
Després d'absorbir a la riera de Cantaravacia, ia l'alçada del nucli urbà, pel qual discorre gairebé fregant, s'aixeca el pont de Cogeces de Íscar, romànic de dos arcs, pel qual passa la carretera provincial VA 1102 Mullados - Íscar i la Canyada Real Lleonesa Oriental. Aigües més avall un altre pont inaugurat el 2004 permet salvar la gran profunditat del riu a la carretera VA 1202 .
En el mateix terme de Cogeces rep les aigües del rierol, en altre temps cranc, de l'Henar, en la confluència del qual es troba magníficament restaurat el molí d'Abajo, que amb el de Dalt, també anomenat Blanco, i el d'Enmedio (igualment restaurat) conformaven fins a mitjans del segle passat el conjunt de molins fariners en el curs d'aquest rierol, en un paratge idil·lic la Vall del Cega dins del territori de Cogeces.